# Stevensius
Stevensius is een geslacht van kevers uit de familie van de loopkevers (Carabidae). De wetenschappelijke naam van het geslacht is voor het eerst geldig gepubliceerd in 1923 door Jeannel.

## Soorten
Het geslacht Stevensius omvat de volgende soorten:
- Stevensius bidulus Deuve et Hodebert, 1991
- Stevensius brunneoides Deuve, 2001
- Stevensius brunneus Ueno, 1977
- Stevensius deharvengi Deuve, 1987
- Stevensius lampros Jeannel, 1923
- Stevensius minutus Ueno, 1997
- Stevensius smetanai Deuve, 1988
- Stevensius striatulus Ueno, 1973